# The Motors
The Motors var en engelsk rockgrupp som var populära under andra halvan av 1970-talet. Gruppen bildades 1977 av före detta Ducks Deluxe-medlemmarna Nick Garvey och Andy McMaster tillsammans med gitarristen Rob Hendry (som i maj 1977 ersattes av Bram Tchaikovsky) och batteristen Ricky Slaughter. Deras största hit är låten Airport från 1978.

## Medlemmar
Senaste medlemmar
- Nick Garvey (född 26 april 1951 i Stoke-on-Trent) – sång, gitarr (1977–1981)
- Andy McMaster (född 27 juli 1947 i Glasgow) – basgitarr, keyboard, sång (1977–1981)
- Martin Ace – basgitarr (1978–1981)
- Terry Williams (född 11 januari 1948 i Swansea) – trummor (1978–1981)

Tidigare medlemmar
- Ricky Slaughter (född Richard Wernham) – trummor (1977–1978)
- Rob Hendry – gitarr, sång (1977)
- Bram Tchaikovsky (född Peter Bramall, 10 november 1950 i Lincolnshire) – gitarr, sång (1977–1978)

## Diskografi
Studioalbum
- 1977 – 1
- 1978 – Approved by the Motors
- 1980 – Tenement Steps

Samlingsalbum
- 1981 – The Motors Greatest Hit
- 1995 – Airport - The Motors' Greatest Hits

Singlar (topp 100 på UK Singles Chart)
- 1977 – "Dancing the Night Away" (#42)
- 1978 – "Airport" (#4)
- 1978 – "Forget About You" (#13)
- 1980 – "Love and Loneliness" (#58)